# Поляков, Пётр Петрович
Пётр Петрович Поляков (1902—1974) — советский ботаник-систематик, кандидат биологических наук, специалист по флоре Казахстана.

## Биография
Родился 25 декабря 1902 года в Санкт-Петербурге.
С 1924 года учился в Сибирском институте сельского хозяйства и лесоводства в Омске, окончил его в 1929 году. Получив диплом по специальности лесоведения, Пётр Петрович стал научным сотрудником Бюро по лесному опытному делу. Принимал участие в экспедиции Ивана Васильевича Ларина на Алтай в 1930—1931 годах.
С 1931 года П. П. Поляков жил в Ленинграде, работал в Совете по изучению производительных сил, ездил на экспедиции в Сибирь и Казахстан. В 1934 году он стал старшим научным сотрудником Казахского филиала Академии наук в Алма-Ате, откуда предпринимал многочисленные экспедиции.
С 1942 по 1945 год участвовал в Великой Отечественной войне. По возвращении в Алма-Ату в 1946 году защитил диссертацию кандидата биологических наук, в которой рассматривал флору Заилийского Алатау.
Пётр Петрович Поляков принимал участие в составлении фундаментальной «Флоры СССР», обработал для этой монографии род Полынь. Описал множество новых видов в книге «Флора Казахстана».
Скончался 2 февраля 1974 года.

## Некоторые научные работы
- Поляков П. П. Краткий определитель деревьев и кустарников Заилийского Алатау // Труды Алма-Атинского государственного заповедника. — Алма-Ата, 1947. — Вып. 5.
- Поляков П. П., Голоскоков В. П. Определитель семейства Маревых Казахстана. — Алма-Ата, 1955.

## Растения, названные в честь П. П. Полякова
- Poljakanthema Kamelin, 1993
- Poljakovia Grubov & Filatova, 2001 [= Cancrinia Kar. & Kir., 1842]
- Artemisia poljakovii Filatova, 1985